# Продуктовая группа

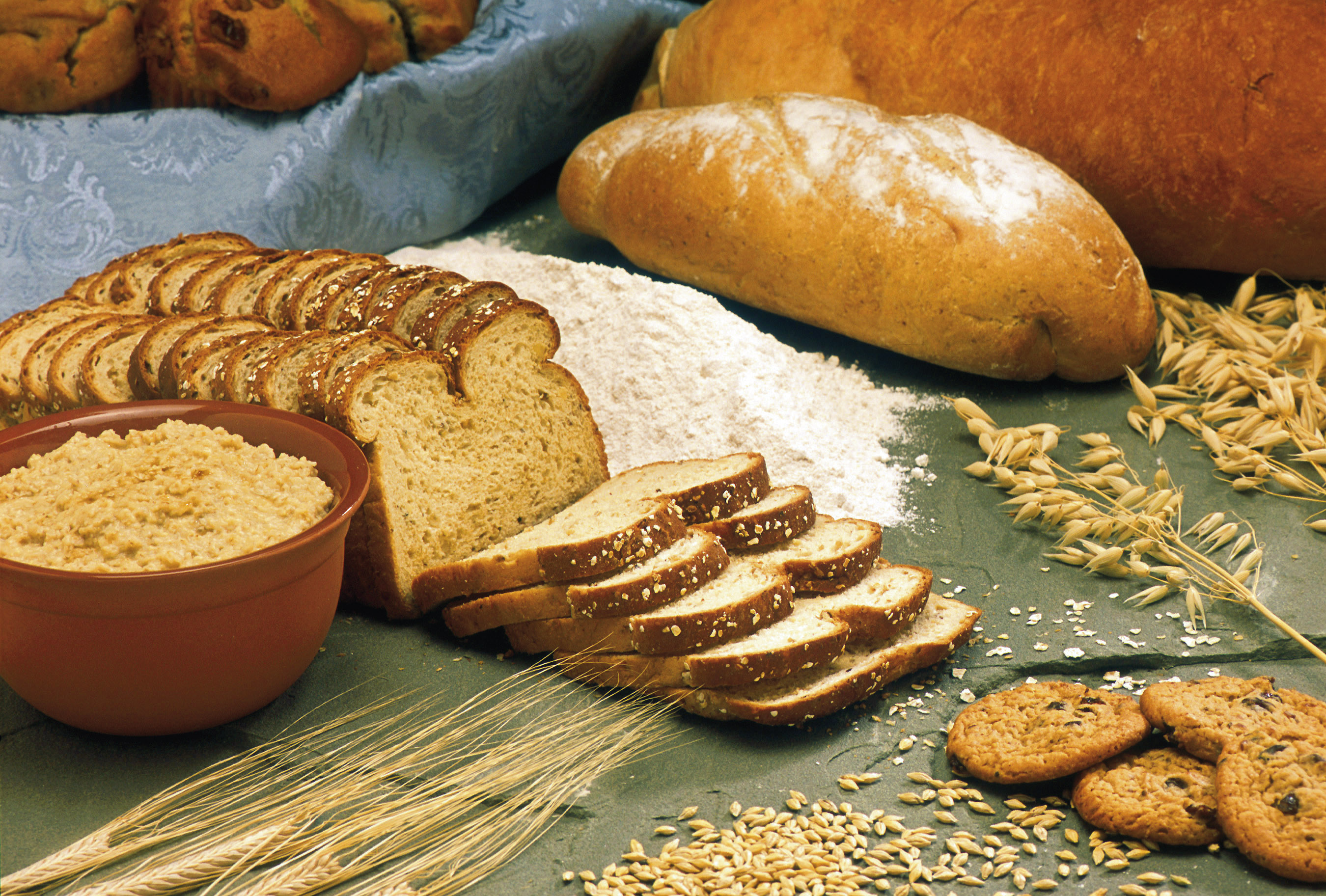
Зерновые продукты — это, например, овес, ячмень и хлеб. А печенье часто классифицируют как сладость, хотя у него есть много общего с зерновыми продуктами.

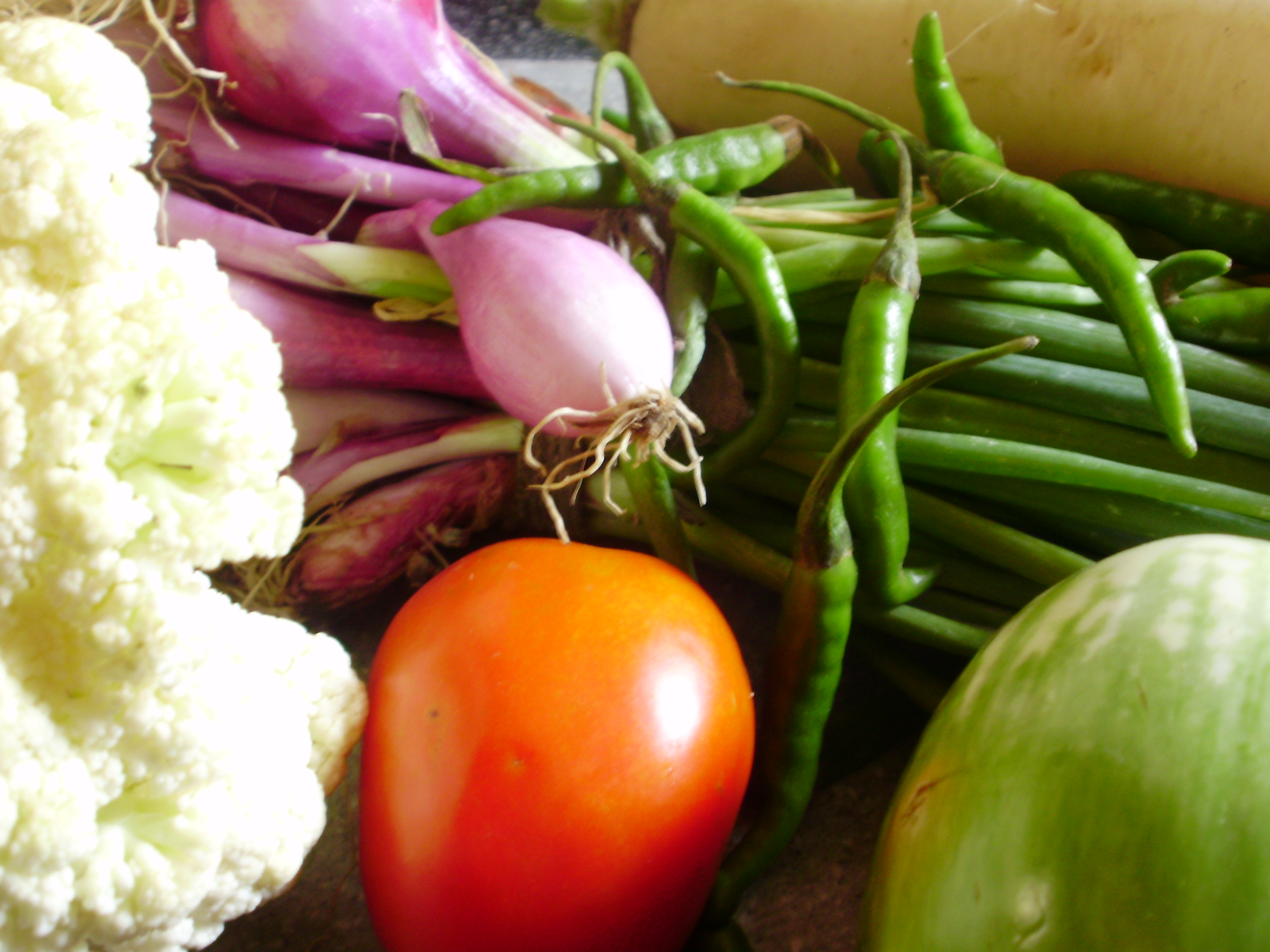
Овощи — также группа продуктов питания

Продуктовая группа — это набор продуктов, которые имеют схожие питательные свойства и имеют схожие способы получения их в природе. Как правило, термин используется в руководствах, рассказывающих о здоровом питании. В подобных руководствах указано рекомендуемое потребление продуктов каждой группы. Например, в США Министерство сельского хозяйства разделило еду на различные группы. Их количество составляет от 4 до 11. 

## Часто выделяемые группы продуктов питания
- Молочные продукты — группа продуктов питания, связанная с молоком. Также иногда объединяется с заменителями молока или с мясом. Обычно является небольшой категорией продуктов, в некоторых других руководствах отсутствует вовсе или приводится отдельно[2][3][4]. К молочным продуктам относятся молоко, сливочное масло, топлёное масло, йогурт, сыр, сливки и мороженое. Выделение молочных продуктов как отдельной группы и присваивание им определённой нормы суточного потребления подверглось критике со стороны Гарвардской школы общественного здравоохранения, которая отмечает, что «исследования показали небольшую пользу этих продуктов, а также возможность вредного воздействия при употреблении молочных продуктов в больших количествах». Умеренное потребление молока или других молочных продуктов (от одной до двух порций в день) вполне приемлемо и, вероятно, приносит пользу детям. Однако, по мнению Гарвардской школы, пользы взрослым оно не приносит[5].
- Фрукты, ягоды — группа, которая включает яблоки, апельсины, бананы, ягоды и лимоны. Плоды содержат углеводы, в основном в форме сахара, а также витамины и минералы.
- Зерновые, бобы — часто самая большая категория в руководствах по питанию[2][3][4]. К этим продуктам относят пшеницу, рис, овёс, ячмень, хлеб, макароны, запеченные бобы, соевые бобы, чечевицу и нут. Зерна — источник крахмала, поэтому иногда их перемещают в категорию «крахмалистых продуктов», где находится картофель.
- Мясные продукты, иногда их ещё называют белковыми. Кроме мяса, в эту категорию иногда включают бобовые, яйца, заменители мяса. Также в этой категории могут находиться молочные продукты. Обычно эта категория продуктов является небольшой[2][3][4]. К мясным продуктам можно отнести курицу, рыбу, индейку, свинину и говядину.
- Кондитерские изделия, или сладкие продукты. Иногда подразделяются на жиры и масла. Иногда могут указываться отдельно от остальных групп. Есть не во всех руководствах, даже если есть, занимают крайне незначительную часть рациона[2][3]. К сладостям относят конфеты, безалкогольные напитки и шоколад.
- Овощи — категория, которую иногда объединяют с фруктами. Также иногда в неё добавляют бобовые. По размеру эта категория часто уступает только зерновым продуктам, иногда овощи даже превосходят зерновые[2][3][4]. К овощам относятся, например, шпинат, морковь, лук и брокколи.
- Вода — как самостоятельная категория выделяется не всегда. Некоторые руководства не содержат эту категорию[4], другие располагают её отдельно от остальных продуктов[2], третьи делают воду основной частью[6][7] руководства. Помимо воды, сюда включают чай, фруктовый сок, овощной сок и даже суп[8]. Рекомендуется употребление в достаточном количестве.

## Некоторые другие группы еды
Количество групп продуктов питания зависит от мнения авторов руководства. Канадский продовольственный справочник, который публикуется с 1942 года и является вторым наиболее востребованным правительственным документом (после формы для оплаты подоходного налога) в Канаде, признает только четыре группы продуктов питания, остальные продукты попадают в категорию «другие». К «другим» продуктам относится, например, алкоголь.
- Алкоголь, как правило, указан отдельно от других групп продуктов питания, из-за его вредных свойств рекомендуется только некоторым людям и только в умеренных количествах. К примеру, так считает Гарвардская пирамида здорового питания и пирамида Мичиганского университета[9][7]. В то же время, в пищевой пирамиде Италии есть половина порций вина и пива[10].